# Ōfunato
Ōfunato (jap. 大船渡市 Ōfunato-shi) – miasto portowe w Japonii, na wyspie Honsiu, w prefekturze Iwate. Ma powierzchnię 322,51 km². W 2020 r. mieszkało w nim 34 728 osób, w 14 078 gospodarstwach domowych  (w 2010 r. 40 737 osób, w 14 798 gospodarstwach domowych) .

## Położenie
Miasto leży w południowo-wschodniej części  prefektury nad Oceanem Spokojnym. Graniczy z miastami: Rikuzentakata oraz Kamaishi. 

## Historia
Miasto powstało 15 listopada 2001 roku.

## Miasta partnerskie
- Hiszpania: Palos de la Frontera